# حمض أميني عطري

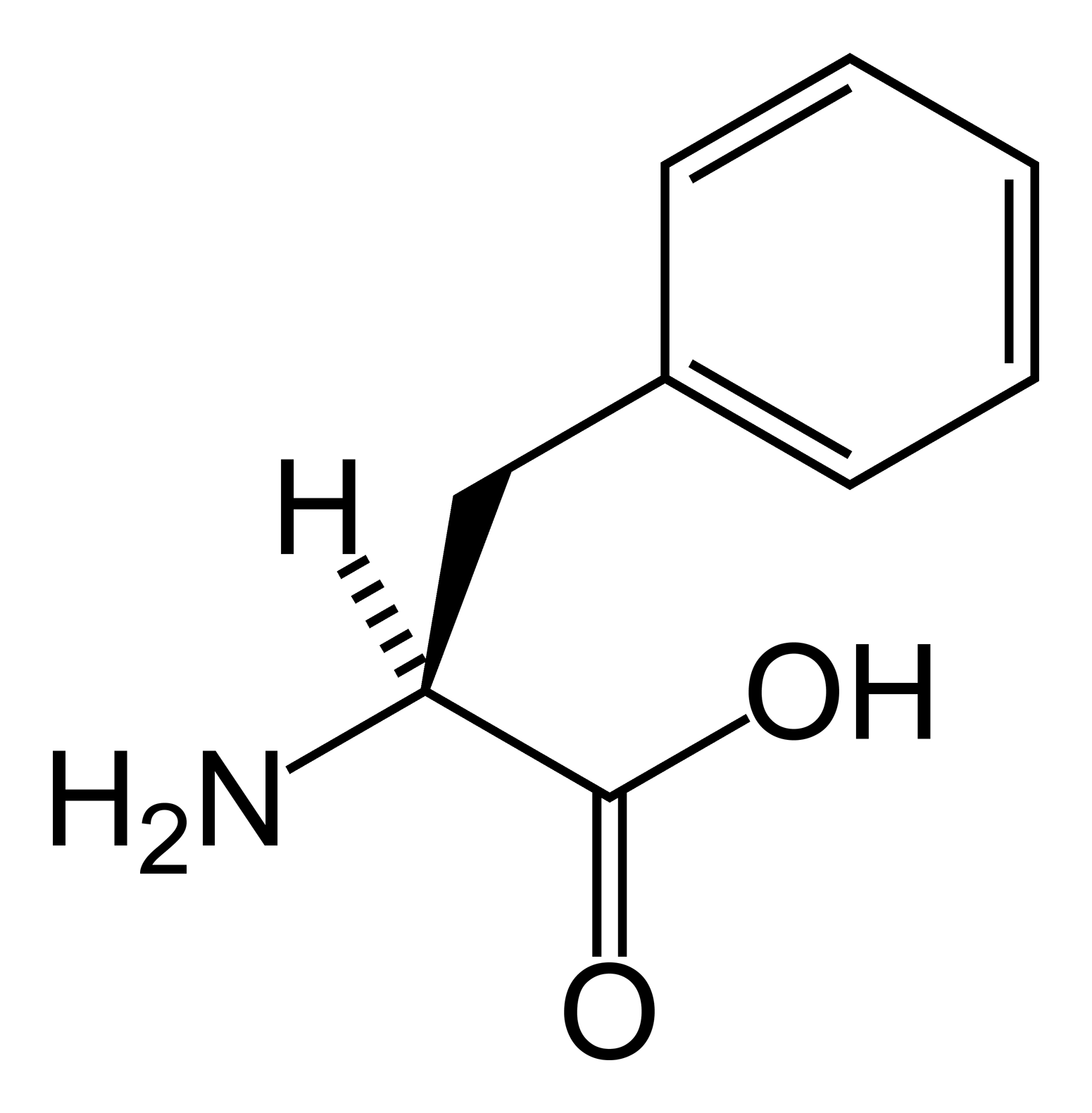
فينيل ألانين

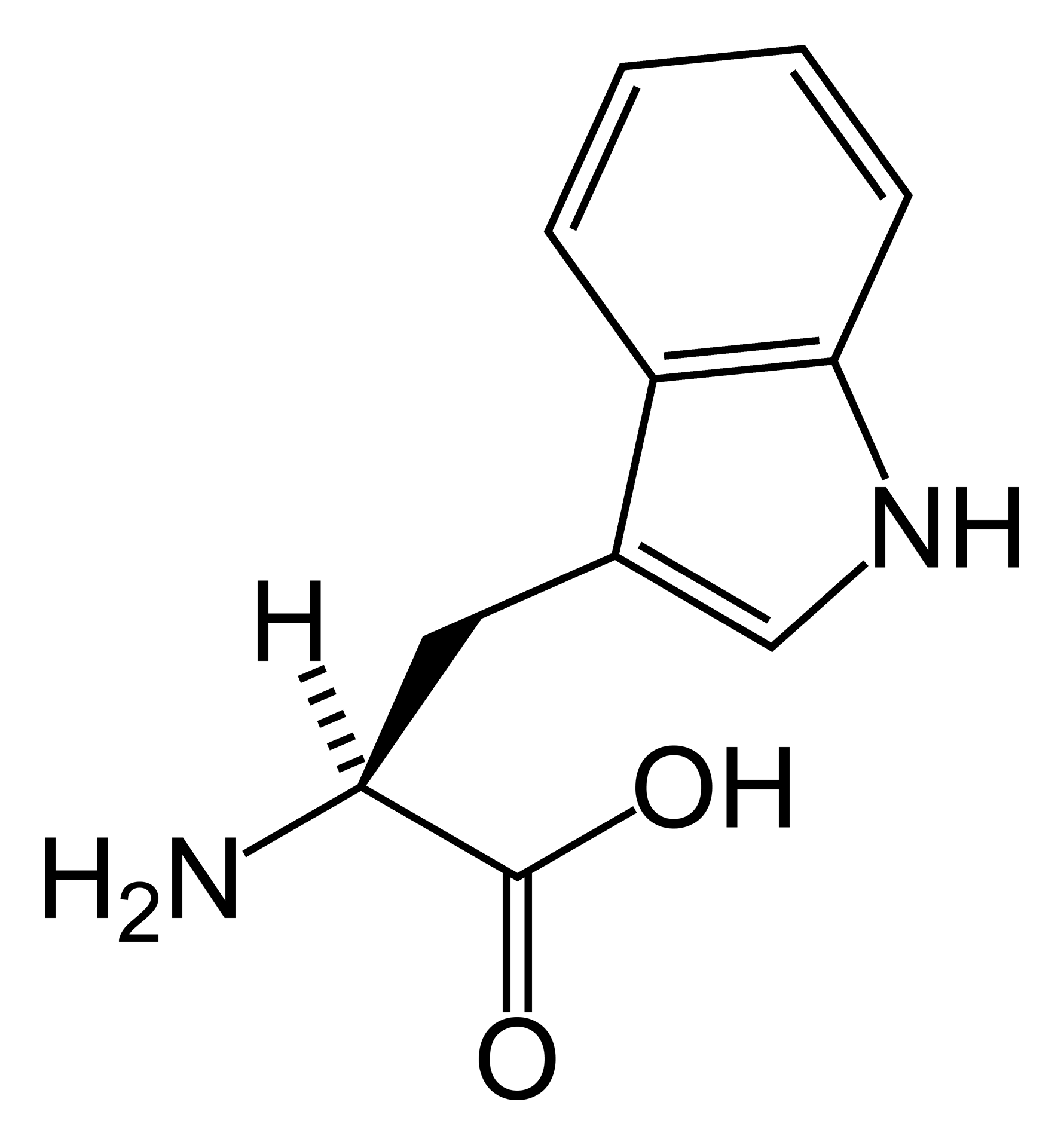
تريبتوفان

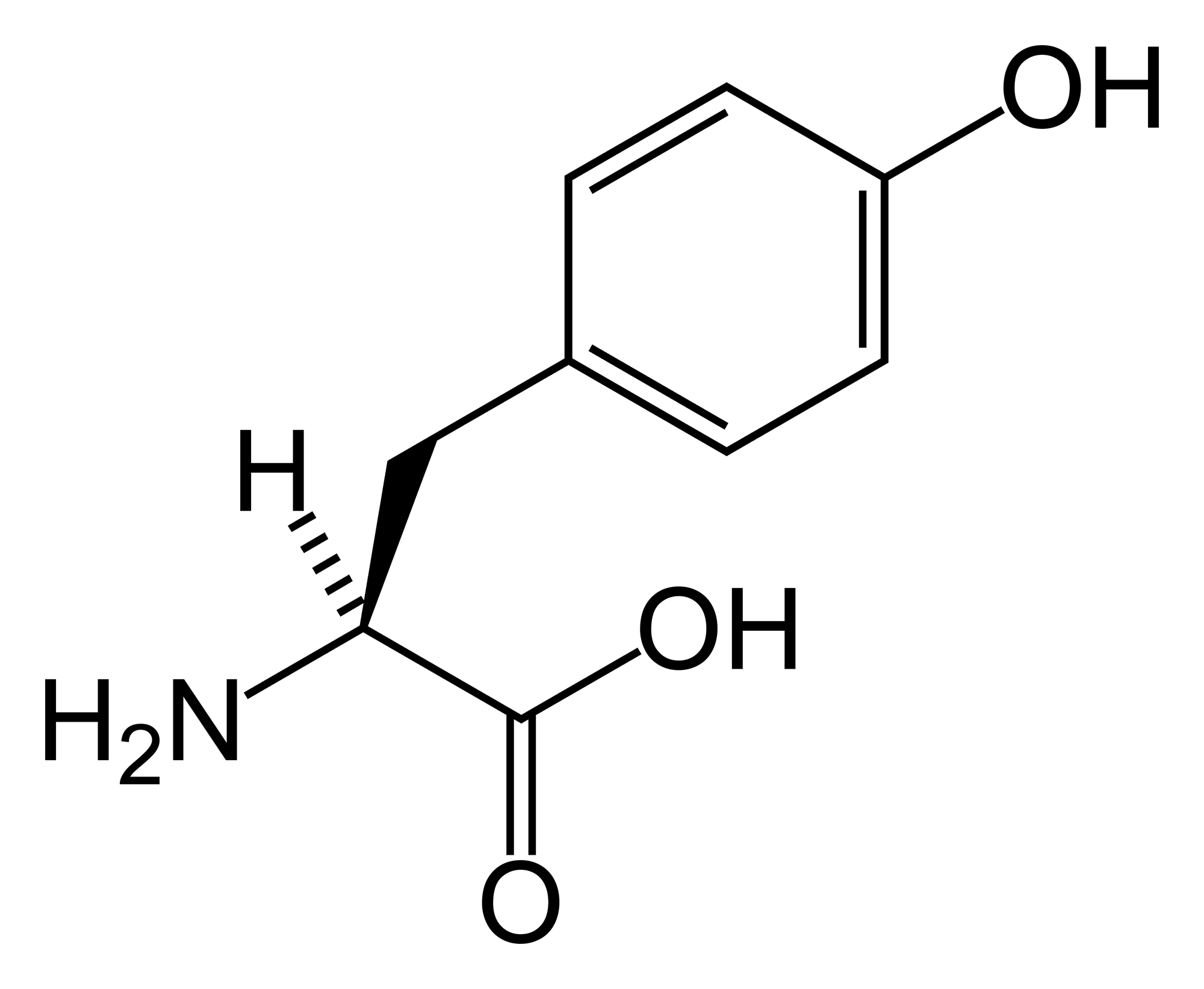
تيروسين

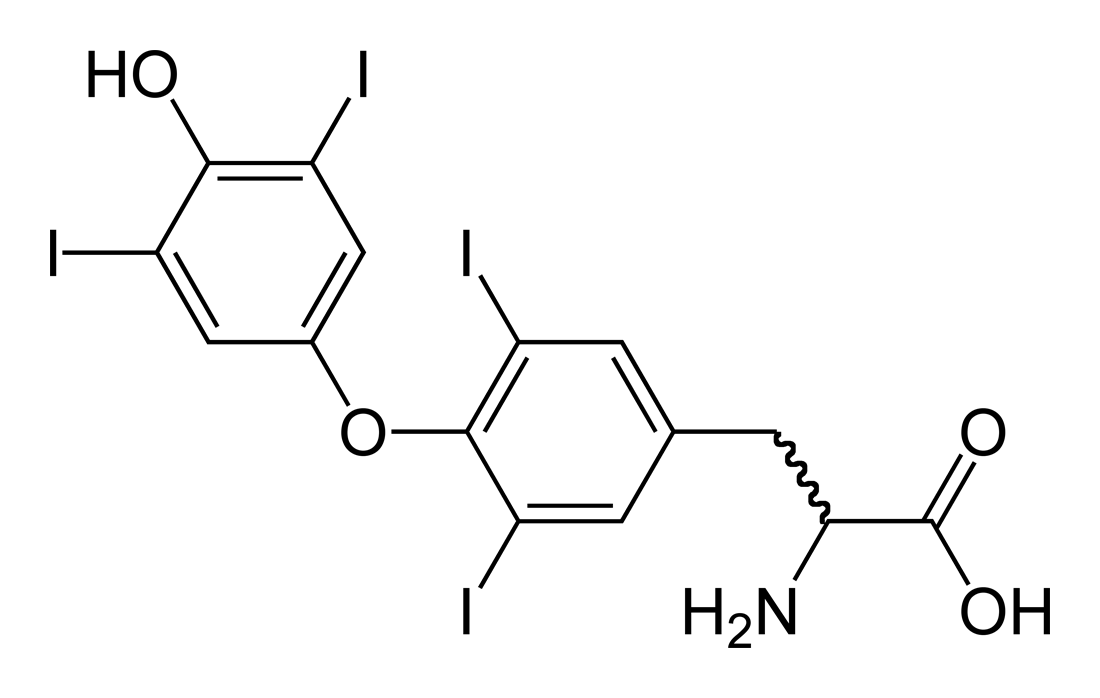
ثيروكسين

الأحماض الأمينية العطرية (بالإنجليزية: (AAA) Aromatic amino acids) هي الأحماض الأمينية التي تحتوى حلقة أروماتية عطرية.
ومن الأمثلة على ذلك:
- بين 20 الأحماض الأمينية القياسية:
  - فينيل ألانين
  - تريبتوفان
  - تيروسين
  - هستيدين
- أمثلة أخرى:
  - هرمونات الغدة الدرقية
  - 5-hydroxytryptophan
  - ليفودوبا

فينيل ألانين → تيروسين → ليفودوبا → (دوبامين) → (أدرينالين) → (نورإبينفرين)
تريبتوفان → 5-hydroxytryptophan → (سيروتونين)
فينيل ألانين → تيروسين → هرمونات الغدة الدرقية
ألانين والتربتوفان والهستيدين من الأحماض الأمينية الأساسية للحيوانات. لأنها لا تصنع في جسم الإنسان، فيجب أن تكون مستمدة من النظام الغذائي.
التيروزين هو حمض أمينى شبه أساسي؛ يمكن تصنيعه في الجسم، ولكن فقط من الفينيل ألانين.
وعدم وجود أنزيم فينيل الأنين، المستخدم في تركيب التيروسين، تسبب تسرب الفينيل كيتون في البول، بالتزامن التيروسين وهو حمض أميني أساسي.
لدى الأحماض الأمينية العطرية القدرة على امتصاص الضوء بسبب الروابط المزدوجة بها. وتستخدم هذه الخاصية من الأحماض الأمينية العطرية لقياس تركيز البروتينات في عينة مجهولة. هذه الأحماض الأمينية هي قادرة على امتصاص الضوء الذي يحول الإلكترون للحالة المثارة، عندما يسقط الإلكترون إلى الحالة الأرضية فإنه إما ينبعث منه ضوء أو الطاقة. وعلى ذلك فإن أي جزيء قادر على بعث الضوء يعرف بجزيء فلوري. ويستخدم على نطاق واسع التربتوفان كناقل الفلورسنت.
تحصل الحيوانات على الأحماض الأمينية العطرية من النظام الغذائي، ولكن جميع النباتات والكائنات الحية الدقيقة تصنع الأحماض الأمينية العطرية من خلال مسار عملية الأيض من أجل صنع البروتينات. مبيدات الأعشاب والمضادات الحيوية تعمل عن طريق تثبيط عمل الأنزيمات المشاركة في تركيب الأحماض العطرية، وبالتالي يجعلها سامة للنباتات والكائنات الدقيقة ولكن ليس للحيوانات.
بسبب الطبيعة المكثفة للأحماض الأمينية، فقدت الحيوانات هذه المسارات الأيضية المكلفة للطاقة، لأنها يمكنها الحصول على الأحماض الأمينية العطرية عن طريق أكل الكائنات الحية الأخرى.